# Luis Manrique
Luis Carlos Manrique (Onzaga, 8 de setembro de 1955) é um ex-ciclista de estrada colombiano. Representou seu país, Colômbia, no ciclismo nos Jogos Olímpicos de Verão de 1976.